# Décès en 1913
Décès
- 1909
- 1910
- 1911
- 1912
- 1913
- 1914
- 1915
- 1916
- 1917

Cette page dresse une liste de personnalités mortes au cours de l'année 1913 présentée dans l'ordre chronologique.
Pour une information complémentaire, voir la page d'aide.
La liste des personnes référencées dans Wikipédia est disponible dans la page de la Catégorie:Décès en 1913

## Janvier
- 3 janvier : Achille Cesbron, peintre français (° 5 novembre 1849).
- 6 janvier :
  - Hippolyte Pradelles, peintre paysagiste français (° 29 mars 1824).
  - Ian Tsionglinski, peintre polonais et russe (° 20 février 1858).
- 9 janvier : 
  - Hjalmar Johansen, explorateur polaire norvégien (° 15 mai 1867).
  - Giuseppe Lauricella, mathématicien sicilien (° 15 décembre 1867).
- 20 janvier : José Guadalupe Posada, dessinateur mexicain (° 2 février 1852).
- 21 janvier : Pierre Prins, peintre, graveur et sculpteur français (° 26 novembre 1838).
- 27 janvier : Benjamín Victorica, militaire, avocat, académicien, enseignant, homme politique et diplomate argentin (° 14 septembre 1831).

## Février
- 2 février : Giovanni Alfazio, préfet et homme politique italien (° 3 août 1838).
- 4 février : John Gordon Sprigg,  administrateur et homme politique britannique (° 27 avril 1830).
- 5 février : Auguste Moreau-Deschanvres, peintre français (° 9 décembre 1838).
- 22 février : Francisco Madero, président du Mexique (° 30 octobre 1873).
- 23 février : Julius Adam, peintre animalier et lithographe allemand (° 18 mai 1852).
- 26 février : Felix Draeseke, compositeur et pédagogue allemand (° 7 octobre 1835).
- 27 février : Jacques-François Abbadie, magistrat et écrivain français (° 24 novembre 1938)
- 28 février : Dikken Zwilgmeyer, écrivaine norvégienne (° 20 septembre 1853).

## Mars
- 2 mars : Thomas Hodgkin, banquier et historien britannique (° 29 juillet 1831).
- 3 mars :
  - Benjamin Beauchamp, homme politique canadien (° 21 décembre 1842).
  - Charles de Condamy, peintre et aquarelliste français (° 27 juin 1847).
  - Jules Jacquet, graveur et peintre français (° 1er décembre 1841).
- 4 mars : Édouard Frederic Wilhelm Richter, peintre orientaliste français (° 13 juin 1844).
- 5 mars : Eugène Viala, peintre et aquafortiste français (° 8 septembre 1859).
- 8 mars : Alfred Louis Vigny Jacomin, peintre français (° 3 janvier 1842).
- 12 mars :
  - Josef Bayer, compositeur autrichien (° 6 mars 1852).
  - Henry Detouche, peintre, dessinateur, aquarelliste, graveur, lithographe, écrivain et critique d'art français (° 10 janvier 1854).
  - Pierre Pignolat,  peintre suisse d'origine française (° 22 mai 1838).
- 16 mars : Louis-Maurice Boutet de Monvel, peintre, aquarelliste et illustrateur français (° 18 octobre 1850).
- 18 mars : Albert Delwarte, homme politique belge (° 18 novembre 1847).
- 20 mars : Christian Barnekow, compositeur danois (° 28 juillet 1837).
- 29 mars : Karel Reisner, peintre, professeur d'art et affichiste bohémien (° 28 janvier 1868).

## Avril
- 4 avril : Konstantínos Mános, poète nationaliste, sportif et homme politique grec (° 9 septembre 1869).
- 10 avril : François Lafon, peintre français (° 13 juillet 1846).
- 18 avril : Jean Besselère, religieux catholique, journaliste et historien local français.
- 19 avril : Paul Janson, homme politique belge (° 11 avril 1840).
- 21 avril : Alphonse Moutte, peintre français (° 4 mars 1840).
- 23 avril : René Henri Ravaut, peintre français (° 23 mars 1854).
- ? avril : Melchior Doze, peintre français (° 18 décembre 1827).

## Mai
- 2 mai :
  - Tancrède Auguste, homme politique et militaire haïtien (° 16 mars 1856).
  - Joseph Unger, avocat, écrivain et homme politique autrichien puis austro-hongrois (° 2 juillet 1828).
- 5 mai : Henry Moret, peintre français (° 12 décembre 1856).
- 8 mai : Édouard Marty,  peintre de genre et de paysages, illustrateur, dessinateur, portraitiste et aquarelliste français (° 25 décembre 1851).
- 21 mai : Edme-Émile Laborne, peintre et dessinateur français (° 11 janvier 1837).
- 26 mai : William James Parkhill, homme politique canadien (° 27 novembre 1839).
- 28 mai :
  - Bruno Götze, coureur cycliste sur piste allemand (° 21 juin 1862).
  - John Lubbock, préhistorien, naturaliste et homme politique britannique (° 30 avril 1834).

## Juin
- 8 juin : Emily Wilding Davison, suffragette britannique, membre du Women's Social and Political Union (° 11 octobre 1872).
- 13 juin : Camille Lemonnier, romancier, conteur, nouvelliste, essayiste belge (° 24 mars 1844).
- 14 juin : Louis-Robert Carrier-Belleuse, peintre et sculpteur français (° 4 juillet 1848).
- 17 juin : Ingeborg Bronsart von Schellendorf, compositrice et pianiste allemande d'origine suédoise (° 24 août 1840).
- 23 juin : Mikhaïl Demianov, peintre russe (° 7 décembre 1873).
- 26 juin : Enrique Atalaya, peintre espagnol et français (° 1er mai 1851).
- 27 juin : Philip Lutley Sclater, juriste et zoologiste britannique (° 4 novembre 1829).

## Juillet
- 10 juillet : Mikoláš Aleš, aquarelliste, dessinateur et illustrateur austro-hongrois (° 18 novembre 1852).
- 12 juillet : Gaston de La Touche, peintre, graveur, illustrateur et sculpteur français (° 22 octobre 1854).
- 13 juillet : Louis Hémon, romancier français (° 12 octobre 1880).
- 21 juillet : François Delamaire, archevêque de Cambrai (° 4 février 1848).
- 28 juillet : Okuhara Seiko, artiste bunjin-ga japonaise (° 14 septembre 1837).

## Août
- 7 août :
  - Vittorio Avanzi, peintre italien (° 21 février 1850).
  - Fernand Pelez, peintre français (° 18 janvier 1848).
- 9 août : Joseph Reichlen, peintre et dessinateur suisse (° 29 octobre 1846).
- 11 août :
  - Ferenc Heltai, homme politique hongrois (° 15 mars 1861).
  - Natalie Zahle, pionnière de l'éducation des femmes au Danemark (° 11 juin 1827).
- 12 août : Aimé Morot, peintre et sculpteur français (° 16 juin 1850).
- 14 août : Manuel Joaquim Machado, homme politique brésilien (° 2 décembre 1863).
- 19 août : Alexandre Cuvelier, peintre français (° 27 septembre 1867).
- 22 août : John Lawrence, homme politique britannique (° 1er octobre 1846).
- ? août : Léon Tanzi, peintre et illustrateur français (° 24 mai 1846).

## Septembre
- 3 septembre : Victor Fulconis, sculpteur, peintre et illustrateur français (° 18 janvier 1851).
- 7 septembre : José de Calasanz Félix Santiago Vives y Tutó, capucin et cardinal espagnol (° 23 février 1854).
- 9 septembre : Paul de Smet de Naeyer, homme politique belge (° 13 mai 1843).
- 16 septembre : Gyokusen, peintre japonais (° 20 juillet 1834).
- 23 septembre : Süleyman Seyyit, peintre et professeur d'art ottoman (° 1842).
- 27 septembre : Étienne Dujardin-Beaumetz, peintre et homme politique français (° 29 septembre 1852).
- 30 septembre : Rudolf Diesel, ingénieur allemand (° 18 mars 1858).

## Octobre
- 4 octobre : Josep Tapiró i Baró, peintre espagnol (° 7 février 1836).
- 9 octobre : Wilfrid-Constant Beauquesne, peintre français (° 28 octobre 1840).
- 12 octobre : Timothy Woodruff, homme d'affaires et homme politique américain (° 4 août 1858).
- 23 octobre : Karolīne Kronvalde, féministe lettone (° 2 avril 1836).
- 29 octobre : Darío de Regoyos, peintre espagnol (° 1er novembre 1857).
- 31 octobre : Émile Périer, compositeur et arrangeur français (° 24 avril 1821).

## Novembre
- 3 novembre : Hans Bronsart von Schellendorff, compositeur, chef d'orchestre et pianiste allemand (° 11 février 1830).
- 7 novembre : Alfred Russel Wallace, naturaliste britannique (° 8 janvier 1823).
- 10 novembre : Paul Bernadot, médecin et peintre français (° 23 août 1886).
- 11 novembre : Petrus Van der Velden,  peintre et graveur néerlandais puis néo-zélandais (° 5 mai 1837).
- 18 novembre : John Foster McCreight, Premier ministre de la Colombie-Britannique (° 1827).
- 30 novembre : Gregorio de Laferrère, homme politique et auteur dramatique argentin (° 8 mars 1867).

Décembre
- 1er décembre : Charles Castellani, peintre et auteur dramatique naturalisé français (° 26 mai 1838).
- 6 décembre : Georges Louis Hyon, peintre et illustrateur français (° 5 juillet 1840).
- 10 décembre : Henrique Pereira de Lucena, homme politique et magistrat brésilien (° 27 mai 1835).
- 12 décembre : Ménélik II, empereur d'Éthiopie (° 17 août 1844).
- 16 décembre : Mariano Rampolla del Tindaro, cardinal italien, secrétaire d'État du Vatican (° 17 août 1843).
- 27 décembre : Henry James Morgan, écrivain canadien (° 14 novembre 1842).
- 29 décembre : Salvatore Gambardella, musicien et parolier italien (° 17 novembre 1871).

## Date précise inconnue
- Martin Aagaard, peintre norvégien (° 13 octobre 1863).
- Mario Carl-Rosa, peintre paysagiste, écrivain et journaliste français (° 29 octobre 1853).
- Alix-Louise Enault, peintre française (° 1850).
- Melchior Jaubert, peintre et aquarelliste français (° 5 janvier 1848).
- Paul Alphonse Viry, peintre français (° 28 décembre 1832).